# Jüdischer Friedhof Waldmohr

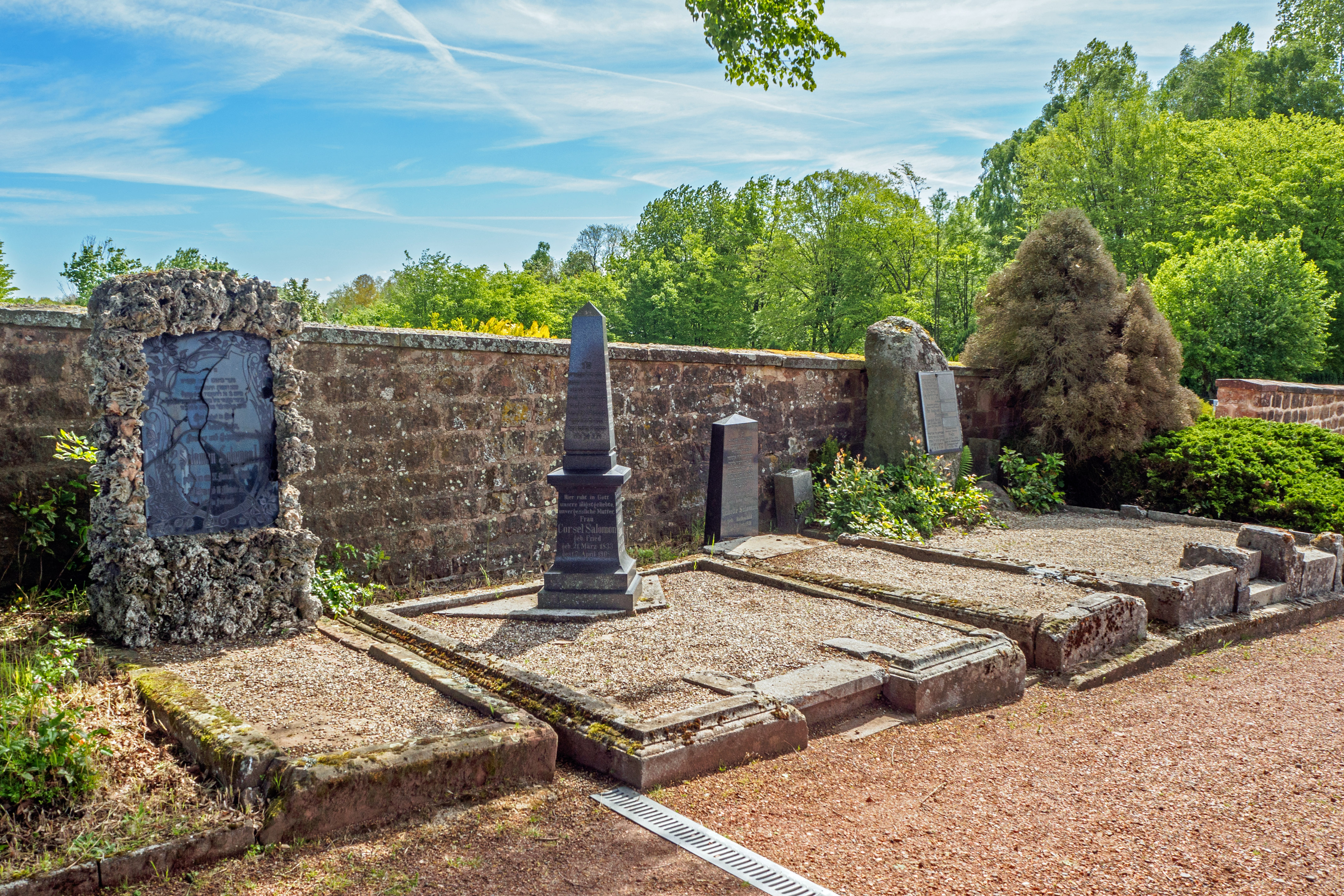
Jüdischer Friedhof Waldmohr, östliche Gräberreihe

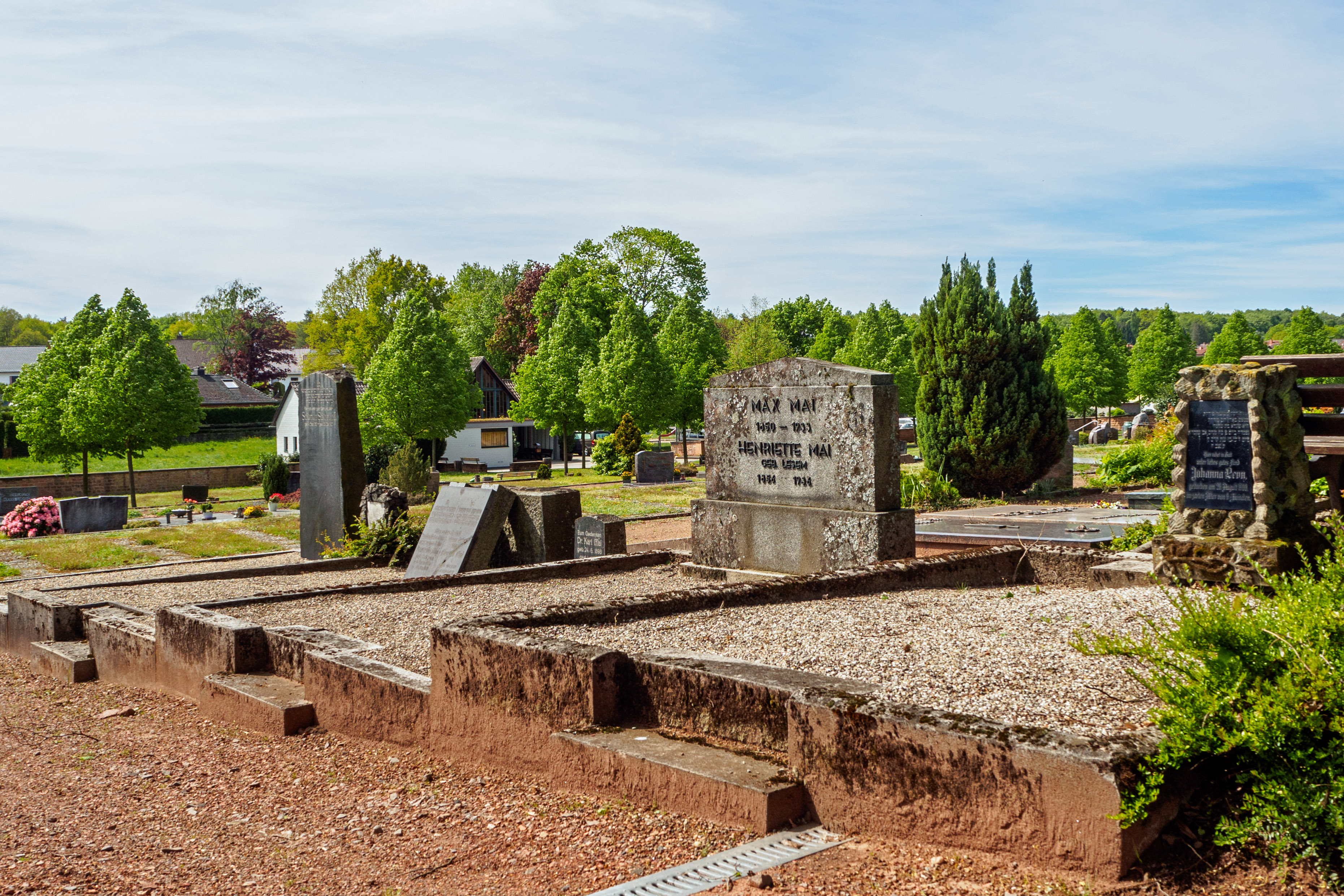
Jüdischer Friedhof Waldmohr, westliche Gräberreihe

Der jüdische Friedhof Waldmohr ist ein Friedhof in der Ortsgemeinde Waldmohr im Landkreis Kusel in Rheinland-Pfalz.
Der jüdische Friedhof liegt im kommunalen Friedhof an der Friedhofstraße.
Der 100 m² große Friedhof wurde seit Ende des 19. Jahrhunderts belegt. Die Grabsteine, über deren Anzahl keine Angaben vorliegen, datieren auf die Zeit zwischen 1899 und 1947. Vor der Anlage ihres Begräbnisplatzes nutzten die Juden in Waldmohr den Friedhof in Gries.
Im Jahr 1931 wurde der Friedhof geschändet: Zahlreiche Grabsteine wurden zerstört und Inschriftenplatten von Grabdenkmälern entfernt. Mehrere Steine waren mit Hakenkreuzen beschmiert.